# Ašura
Ašura ili Dan Ašure je deseti dan islamskog mjeseca Muharrema, jednog od četiri mjeseca koji su poštovani u Kurani kerimu. Ašure je najdragocjeniji dan u tom mjesecu. Prema islamskom vjerovanju, na taj dan je Mojsije s Izraelcima prošao kroz Crveno more i Noa je sa svojom arkom završio plovidbu nakon općeg potopa.
Muslimani poste na taj dan, jer po Alahovim riječima: Najbolji post poslije ramazana je post mjeseca muharema, a najbolji namaz poslije fard namaza je noćni namaz! Također se pojačavaju molitve Bogu i vjernici daruju siromahe više nego inače. Na taj dan se pravi i slatko jelo istog/sličnog naziva - Ašure (tur. Aşure). Simbolika ašure se uglavnom veže uz Nou, koji se sa svojom barkom pristao na kopno nakon Općeg potopa. Zalihe hrane su bile na izmaku, pa su ljudi s barke zajedno skuhali svu hranu koja im je preostala i blagovali među sobom. Običaj je da se u ašure stavi sedam do sedamdeset i sedam slatkih i slanih namirnica, ali broj mora biti neparan, te to podijeliti susjedima i prijateljima.